# ماركو لارسن
ماركو لارسن (بالدنماركية: Marco Larsen)‏ (15 مايو 1993 في الدنمارك - ) هو مدرب كرة قدم ولاعب كرة قدم دانمركي في مركز الوسط. شارك مع منتخب الدنمارك تحت 17 سنة لكرة القدم ومنتخب الدنمارك تحت 19 سنة لكرة القدم ومنتخب الدنمارك تحت 21 سنة لكرة القدم. أما مع النوادي، فقد لعب مع نادي فايله ونادي ميتييلاند.

## وصلات خارجية
- ماركو لارسن على موقع قاعدة بيانات كرة القدم.إي يو (الإنجليزية)
- ماركو لارسن على موقع Soccerway.com (الإنجليزية)
- ماركو لارسن على موقع AS.com (الإسبانية)